# Songs from the Underground
Songs from the Underground is een verzamelalbum door alternatieve rockgroep Linkin Park. Deze is alleen in de Verenigde Staten uitgebracht.

## Achtergrondinformatie
Het bestaat uit 8 nummers, waarvan zes afkomstig van de eerste, tweede, vierde en de zesde editie van de Linkin Park Underground ep's. De overige twee nummers, de live-uitvoeringen van "Hunger Strike" met Chris Cornell en Chester Bennington en van "My December" zijn opgenomen in 2008 tijdens de Amerikaanse leg van de Projekt Revolution-tour. Deze album is alleen verkrijgbaar in de Best Buy winkels in de Verenigde Staten. Het kwam in de eerste week op de 96e plek in de Amerikaanse Billboard 200, mede door de release van de live cd/dvd Road to Revolution: Live at Milton Keynes die op 41 debuteerde.
Bij aanschaf, verkregen de kopers een maand lang gratis lidmaatschap bij de Linkin Park Underground. Deze konden, samen met de al bestaande leden een gratis "Crawling" downloaden via de website van de fanclub.

## Tracklist
| Nr.   | Track                                 | Schrijvers                                                | Producer                 | Duur  | Oorspronkelijk album                           |
| ----- | ------------------------------------- | --------------------------------------------------------- | ------------------------ | ----- | ---------------------------------------------- |
| 1     | "Announcement Service Public"         | Linkin Park                                               | Rick Rubin, Mike Shinoda | 02:26 | Linkin Park Underground 6.0                    |
| 2     | "QWERTY" (Studio)                     | Linkin Park                                               | Rick Rubin, Mike Shinoda | 03:23 | Linkin Park Underground 6.0                    |
| 3     | "And One"                             | C. Bennington, R. Bourdon, B. Delson, J. Hahn, M. Shinoda | Mike Shinoda             | 04:31 | Hybrid Theory (Linkin Park Underground 1.0)    |
| 4     | "Sold My Soul to Yo Mama"             | C. Bennington, J. Hahn, M. Shinoda                        | Don Gilmore, Joe Hahn    | 01:59 | Linkin Park Underground 4.0                    |
| 5     | "Dedicated" (Demo 1999)               | C. Bennington, B. Delson, J. Hahn, M. Shinoda             | Mike Shinoda             | 03:13 | Underground V2.0                               |
| 6     | "Hunger Strike"                       | C. Cornell                                                | n/b                      | 04:15 | Geen                                           |
| 7     | "My December"(Pianoversie, live 2008) | M. Shinoda                                                | n/b                      | 04:15 | Studioversie staat op B-kant "One Step Closer" |
| 8     | "Part of Me"                          | C. Bennington, R. Bourdon, B. Delson, J. Hahn, M. Shinoda | Mike Shinoda             | 12:43 | Hybrid Theory (Linkin Park Underground 1.0)    |
| Bonus |                                       |                                                           |                          |       |                                                |
| 9     | "Crawling"                            | Linkin Park                                               | n/b                      | 04:49 | Studioversie staat op Hybrid Theory            |

### Voetnoten
1. ↑  Live opgenomen tijdens Projekt Revolution 2008 gedurende de set van Cornell. Bennington trad op als gastzanger.
2. ↑  Bevat een verborgen instrumental rond 9:58
3. ↑  Live opgenomen tijdens Projekt Revolution 2008 met Cornell als gastzanger"

## Band
- Linkin Park:
  - Chester Bennington - Leadzanger
  - Rob Bourdon - Drummer
  - Brad Delson - Leadgitaar
  - Dave "Phoenix" Farrell - Bassist
  - Joseph Hahn - dj, Sampling
  - Mike Shinoda - Achtergrondzang, MC, Keyboards, ritmische gitarist, producer
- Chris Cornell - Zanger
- Don Gilmore - Producer

Emily Armstrong · Chester Bennington · Rob Bourdon · Colin Brittain · Brad Delson 
Dave Farrell · Joe Hahn · Scott Koziol · Mike Shinoda · Mark Wakefield